# Olimpiada Literatury i Języka Polskiego
Olimpiada Literatury i Języka Polskiego – olimpiada szkolna sprawdzająca wiedzę uczniów z zakresu literatury i języka polskiego, organizowana od roku 1970. Została utworzona przy Instytucie Badań Literackich PAN z inicjatywy ówczesnych władz oświatowych oraz przedstawicieli instytutu. Funkcjonuje w oparciu o rozporządzenie Ministra Edukacji Narodowej i Sportu z dnia 29 stycznia 2002 r. w sprawie organizacji oraz sposobu przeprowadzania konkursów, turniejów i olimpiad.

## Cele
Olimpiada jest miejscem, w którym uczniowie i nauczyciele uzyskują bezpośredni dostęp do życia naukowego i elementów kształcenia akademickiego, umożliwiający im poszerzenie wiedzy i umiejętności potrzebnych do dalszego rozwoju. Ważną rolę pełnią też konsultacje (wykłady i indywidualne spotkania) z zakresu historii i teorii literatury, językoznawstwa i wiedzy o teatrze. Konsultacje takie trwają z reguły od października do końca marca każdego roku i prowadzone są we wszystkich komitetach okręgowych.
Laureaci i finaliści olimpiady zwolnieni są z egzaminu maturalnego z języka polskiego.

## Etapy
Olimpiada składa się z:
- zawodów I stopnia (etapu szkolnego),
- zawodów II stopnia (etap rejonowy),
- zawodów III stopnia (finał).

Zawody I stopnia przeprowadzane są w szkołach, II stopnia – w dziewiętnastu okręgach, które w większości pokrywają się z granicami województw. W Bydgoszczy i Toruniu dwa komitety okręgowe znajdują się w jednym województwie. W Warszawie funkcjonuje Stołeczny Komitet Okręgowy obejmujący uczniów ze szkół warszawskich oraz Mazowiecki Komitet Okręgowy, obejmujący uczniów z pozostałej części województwa mazowieckiego. W Krakowie funkcjonuje Krakowski Komitet Okręgowy obejmujący uczniów ze szkół krakowskich oraz Małopolski Komitet Okręgowy, obejmujący uczniów z pozostałej części województwa małopolskiego. Komitety okręgowe afiliowane są przy uniwersytetach i innych państwowych szkołach wyższych.